# 진주 전 송대산성
진주 전 송대산성(晋州 傳 松臺山城)은 대한민국 경상남도 진주시 대곡면에 있는 산성이다.
2002년 10월 24일 경상남도의 기념물 제244호 전 송대산성으로 지정되었다가, 2018년 12월 20일 현재의 명칭으로 변경되었다.

## 개요
진주시 대곡면 대곡리에 위치한 죽방산(일명 송대산, 해발 312m) 정상부에 2개의 봉우리를 감싸고 있는 성이다.
이 산성은 남강의 중류에 인접하여 솟아 있는데, 산성에서 아래의 강변이 훤히 조망된다. 따라서 산성의 설치 목적이 강을 이용한 통로의 확보 혹은 차단과 관련된 관망용이었음을 알 수가 있다.
성은 석축 또는 토석 혼축으로 축조되었던 것 같으며, 성벽은 대부분 붕괴되었으나 하단부 혹은 기단의 석축의 흔적은 군데군데 남아 있다.
성과 관련된 시설로는 문터 2개소, 건물터 다수, 우물 등이 남아 있다. 한편 성안에 있는 대형 건물터 주변에서 다수의 기와 조각이 발견된 점으로 보아 이 건물은 지붕을 기와로 덮은 것으로 추정된다.
이 성은 언제 처음 쌓았는지는 분명하지 않으나 성안에서 출토되는 기와 등의 유물로 보아, 조선시대에 주로 사용되었던 것으로 보이며 조선시대 관방사 연구에 중요한 학술적 자료이다.

## 참고 자료
- 진주 전 송대산성 - 국가유산청 국가유산포털